# Slash
Saul Hudson (n. 23 iulie 1965), cunoscut după porecla Slash, este un chitarist, compozitor, și muzician britanico-american, considerat unul dintre cei mai buni chitariști ai tuturor timpurilor. Slash este cunoscut mai ales ca fost chitarist principal al formației hard rock - Guns N' Roses, alături de care a obținut un succes mondial la sfârșitul anilor 1980 - începutul anilor 1990.
A fost declarat cel de al 8-lea zeu al muzicii rock și a primit numeroase premii și mențiuni, fiind o persoană de seamă a lumii rock n' roll-ului. Solo-ul său din "November Rain" este clasat pe locul 6 de Guitar World în topul "The 100 Greatest Guitar Solos" din 2008, iar cel din "Sweet Child O' Mine" pe primul loc pe lista "The 100 Greatest Riffs" din 2004, de către Total Guitar.

## Biografie

### Copilărie
Slash s-a născut pe data de 23 iulie 1965 în Hampstead, Londra, Anglia. Mama sa, Ola Hudson, a fost de culoare. Ea a fost designer pentru celebrul muzician David Bowie. Tatăl său, Anthony Hudson a fost un artist, proiectând coperți pentru albume.
După despărțirea celor doi părinți, Slash s-a mutat la bunica lui în Los Angeles, Statele Unite ale Americii. El a fost criticat de colegii lui care râdeau pe seama familiei sale. S-a apucat de mania BMX și a început să fie băgat în seamă. La vârsta de 15 ani a primit cadou de la bunica sa o chitară cu o singură coardă. 
El s-a considerat întotdeauna special, fiind jumătate de culoare, jumătate englez.

## Cariera

### 1981–1985: Începuturile Carierei
Prima trupă în care a cântat a fost Tidus Sloan, în 1981. În 1983 formează trupa Road Crew (ca un tribut Motorhead) împreună cu prietenul său din copilărie Steven Adler (cel care i-a dat ideea de a începe să cânte la un instrument). Dă un anunt în ziar că este în căutare de un basist și așa îl cunoaște pe Duff McKagan. Trupa nu are succes, iar Slash începe un nou proiect intitulat Black Sheep.

### 1985-1996: Guns N' Roses
Între timp, McKagan, proaspăt venit din Seattle și în căutare de trupă pentru a-și îndeplini visul de a deveni celebru, îi cunoște pe Axl Rose și Izzy Stradlin care abia își începuseră trupa Guns N' Roses alături de Tracii Guns, Rob Gardner și Ole Beich, pe care Duff îl înlocuiește ca basist. Guns și Gardner părăsesc trupa, fiind înlocuiți la ideea basistului de Slash și Steven Adler, foști membrii Black Sheep. Trupa pornește imediat într-un "turneu" al barurilor și cluburilor din L.A. sub numele de "Guns N' Roses", cei cinci membri făcând parte din formula de aur.
Încă de la început compun hit-urile de bază care sunt și astăzi celebre: Welcome to the Jungle, Sweet Child O' Mine și Paradise City. Văzând talentul lor, casa de discuri "Geffen" semnează un contract cu trupa. Încă de la început au fost dependenți de droguri și alcool, din această cauză a fost numită ca "Cea Mai Periculoasă Trupă" din acel moment. Lansarea primului album, Appetite for Destruction, a lăsat în urmă trupe importante cum ar fi Metallica și chiar AC/DC, vănzând 28 milioane de copii (18 milioane fiind în SUA). Acesta este desemnat ca fiind cel mai bine vândut album de debut din toate timpurile. Melodia Sweet Child O' Mine a fost declarată cea mai populară melodie a celor de la GNR.
În 1988 lansează albumul GNR Lies care are un profit de 5 milioane de copii.
În 1991 lansează două albume: Use Your Illusion I și Use Your Illusion II, cele mai de succes hit-uri fiind: November Rain, care a fost clasată pe locul 6 în Top 100 Greatest Solos, Don't Cry, și Knockin' On Heaven's Door.
În același an trupa pleacă într-un turneu de 28 de luni, Use your Illusion, pentru a promova albumele.
În 1993, Slash părăsește Guns N' Roses, fiind urmat imediat de Duff și Matt Sorum, Axl trebuind să caute noi membri pentru trupă.

### 1994-2002: Slash's Snakepit
În anul 1994, Slash fondează trupa Slash's Snakepit împreună cu 
Matt Sorum și Gilby Clarke, colegii săi din Guns n' Roses și cu Mike Inez, basistul trupei Alice in Chains. Solistul Eric Dover de la Jellyfish li se alătură și trupa lansează albumul It's Five O'Clock Somewhere în februarie 1995. Trupa se destramă în 1996, dar în anul 2000 lansează un nou album, Ain't Life Grand cu Rod Jackson ca solist, Ryan Roxie chitară, Johnny Griparic bas și Matt Laug tobe.
Trupa se desparte pentru totdeauna în 2002.

### 2002-2008: Velvet Revolver
Până în 2008, Slash a făcut parte din trupa Velvet Revolver, alături de doi foști colegi de la Guns N' Roses, Duff McKagan și Matt Sorum. Împreună cu această trupă, el lansează în 2004 albumul Contraband și în 2007, Libertad.
Trupa se desparte în 2008, iar chitaristul alege o carieră solo.

### 2008-prezent: Cariera Solo
În luna septembrie a anului 2008, Slash începe înregistrarea primului său album solo pe care îl intitulează simplu Slash. Este lansat în aprilie 2010 și se clasează pe locul al treilea în Statele Unite. Pe album apar voci ale unor numeroși muzicieni celebrii, inclusiv Ozzy Osbourne, Fergie (Black Eyed Peas), Adam Levine (Maroon 5), Lemmy Kilmister (Motörhead), Dave Grohl (Foo Fighters), Chris Cornell (Soundgarden) și Iggy Pop.
Pentru a promova albumul, Slash începe un turneu alături de Myles Kennedy de la Alter Bridge (care apare de asemenea pe album) ca solist, Bobby Schneck chitară, Todd Kerns bas și Brent Fitz tobe.
Cel de-al doilea album solo a fost lansat pe 22 mai 2012. Intitulat Apocalyptic Love și clasat pe locul al doilea în Canadian Albums Chart, materialul a fost realizat de către Slash, Myles Kennedy, Todd Kerns și Brent Fitz, pe scurt Slash featuring Myles Kennedy and The Conspirators. Spre deosebire de albumul anterior ce conținea numeroși soliști, chitaristul l-a ales pe Myles Kennedy ca voce a întregului album.

### Alte Apariții
Slash a cântat alături de Michael Jackson de mai multe ori, ieșind în evidența în melodiile Give In to Me și Black or White de pe albumul "Dangrous" al artistului.
El a mai colaborat și cu Lenny Kravitz pentru melodia "Always on the Run" de pe albumul "Mama Said" din 1991.
În 1993, Slash a apărut pe albumul Stone Free: A Tribute to Jimi Hendrix, interpretând melodia "I Don't Live Today" alături de Paul Rodgers și Band of Gypsys. 

Chitaristul a întregistrat alături de Alice Cooper melodia "Vengeance is Mine", cântând ocazional pe scenă alături de acesta. 

Slash a contribuit la melodia "Kick It Up a Notch" pentru animația Disney Channel "Phineas and Ferb The Movie: Across the 2nd Dimension", fiind prezent în videoclipul melodie în varianta animată.

Artistul apare în jocul video "Guitar Hero III: Legends of Rock", realizat în 2007.

## Viața particulară
Pe 10 octombrie, Slash s-a căsătorit cu modelul Renée Suran în Marina del Rey, California. Au divorțat în 1997 după cinci ani de mariaj. Slash a luat-o de soție pe Perla Ferrar pe 15 octombrie 2001 în Hawaii. Au împreună doi fii, London Emilio (născut pe 28 august 2002) și Cash Anthony (născut pe 23 iunie 2004). Familia trăiește în Los Angeles, California. 

În 2001, la vârsta de 35 de ani, Slash a fost diagnosticat cu cardiomiopatie, cauzată de ani grei de alcool și droguri. I s-au acordat între șase zile și șase săptămâni de viață, dar a supraviețuit cu ajutorul terapiei fizice și al implantării unui defibrilator cardiac.

## Premii și nominalizări
În 2005, a fost numit "Best Guitarist" (cel mai bun chitarist) de Esquire. El a fost premiat cu titlul de "Riff Lord" la "Golden Gods Awards" în 2007. În 2008 a fost clasat pe locul 21 de Gigwise pe lista celor mai buni 50 de chitariști ai tuturor timpurilor ("The 50 Greatest Guitarists Ever"). Un an mai târziu a obținut locul doi în topul Time, "The 10 Best Electric Guitar Players". În 2011, Rolling Stone l-a plasat pe Slash pe locul 65 în lista celor mai buni chitariști ai tuturor timpurilor ("The 100 Greatest Guitarists of All Time"). 

În 2007, Slash a fost onorat cu o stea pe "Rock Walk of Fame", alături de nume precum Jimmy Page, Eddie Van Halen și Jimi Hendrix. 

În 2012, Slash a fost inclus în "Rock and Roll Hall of Fame" ca membru al formulei de aur a formației Guns N' Roses. La ceremonie a interpretat alături de membrii trupei Duff McKagan, Steven Adler, Matt Sorum și Gilby Clarke trei melodii, "Paradise City", "Sweet Child o' Mine" și "Mr. Brownstone", avându-l ca solist pe Myles Kennedy deoarece Axl Rose nu a fost prezent. În luna iulie a aceluiași an, chitaristul a primit o stea pe "Hollywood Walk of Fame", chiar în fața Hard Rock Cafe de pe Hollywood Boulevard. 

În 2004, intro-ul melodiei "Sweet Child o' Mine" a fost votat pe primul loc al clasamentului Total Guitar "The 100 Greatest Riffs"; pe listă s-au regăsit și alte riff-uri ale chitaristului: "Out ta Get Me" (locul 51), "Welcome to the Jungle" (locul 21), și "Paradise City" (locul 19). Doi ani mai târziu, solo-ul său din "Paradise City" a fost votat pe locul trei în topul Total Guitar "The 100 Hottest Guitar Solos"; solo-urile melodiilor "Sweet Child o' Mine" și "November Rain" au ocupat locurile 30, respectiv 82. În 2008, Guitar World a plasat solo-ul lui Slash din "November Rain" pe locul 6 pe lista "The 100 Greatest Guitar Solos", cel din "Sweet Child o' Mine" ocupând locul 37. În 2010, fanii revistei Total Guitar au votat riff-ul melodiei formației Velvet Revolver, "Slither", pe locul al doilea în clasamentul "The 50 Greatest Riffs of the Decade", iar cel al melodiei "By the Sword" (de pe primul album solo al chitaristului) pe locul 22.

## Echipament
Slash are în posesie peste 100 de chitare, dar favorita sa rămâne Gibson Les Paul. Chitara pe care o folosește în studio de cele mai multe ori este o replică a unui Gibson Les Paul Standard din 1959, construită de lutierul Kris Derrig. El a folosit chitara pe toate albumele realizate cu Guns N' Roses și cu Velvet Revolver. Pentru mulți ani, chitara sa de scenă a fost un Gibson Les Paul Standard din 1988. 

Din 1997, Slash a colaborat cu Gibson pentru 11 modele de chitară Les Paul signature. El a colaborat de asemenea cu Marshall, care au introdus în 1996 Marshall Slash Signature JCM 2555, o reeditare a amplificatorului Marshall "Silver Jubilee" JCM 2555 realizat în 1987. În 2007, Jim Dunlop a introdus Crybaby SW-95 Slash Signature Wah, proiectat după pedala Crybaby construită de Slash. În 2010, 
Seymour Duncan lansează dozele Alnico II Pro Slash APH-2, care au fost produse să recreeze sunetul chitarei de studio a chitaristului. În același an, Marshall realizează Marshall AFD100, o recreație a amplificatorului Marshall 1959 pe care Slash l-a folosit pentru înregistrarea albumului Appetite for Destruction; producția acestuia s-a limitat la un număr de 2300 de exemplare. 

Pe scenă, Slash preferă ampificatoarele Marshall, în special Marshall "Silver Jubilee" JCM 2555. Pentru înregistrarea albumului "Appetite for Destruction", el a folosit un amplificator închiriat Marshall 1959 din anii '70. Chitaristului i-a plăcut atât de mult încât s-a hotărât să-l păstreze, spunând companiei de la care l-a împrumutat, S.I.R., că i-a fost furat. Neștiind povestea, cineva l-a returnat magazinului după o repetiție. 

Pentru înregistrarea albumului de debut al trupei Velvet Revolver, "Contraband", Slash a folosit un amplificator Vox AC30, iar pe al doilea album, "Libertad", un Marshall "Vintage Modern" 2466. Pe primul său album solo, chitaristul a utilizat amplificatorul lui signature, Marshall AFD100.

## Discografie
Cu Guns N' Roses
- Appetite for Destruction (1987)
- G N' R Lies (1988)
- Use Your Illusion I (1991)
- Use Your Illusion II (1991)
- "The Spaghetti Incident?" (1993)

Cu Slash's Snakepit
- It's Five O'Clock Somewhere (1995)
- Ain't Life Grand (2000)

Cu Velvet Revolver
- Contraband (2004)
- Libertad (2007)

Solo
- Slash (2010)
- Apocalyptic Love (2012)
- World on Fire (2014)
- Living The Dream (2018)